# Familienstadt mit Zukunft
Das Modellprojekt Familienstadt mit Zukunft beruht auf einer Initiative des Landes Hessen. Das Ziel des Modellversuchs ist es, in Kommunen zwischen 20.000 und 50.000 Einwohnern über einen Zeitraum von zehn Jahren Erfahrungen kommunaler Ansätze für eine Familienpolitik der Zukunft zu sammeln.
Während des Projekts soll die Wirkung familienpolitischer Maßnahmen auf das Klima zur Gründung von Familien sowie auf das generative Verhalten der Wohnbevölkerung erforscht werden. Um die Teilnahme am Modellprojekt haben sich 33 hessische Städte beworben. Ausgewählt für das Modellprojekt wurden die Städte Büdingen (Wetteraukreis) und Frankenberg (Landkreis Waldeck-Frankenberg). Das Land Hessen fördert jede der Städte über 10 Jahre mit einem Betrag von 5 Millionen Euro. Die Projekte begannen jeweils mit einer Befragung relevanter Bevölkerungsgruppen.
Maßgeblich für die Entwicklung ist die seit Jahrzehnten anhaltend niedrigen Geburtenrate und eine zunehmende Überalterung der Bevölkerung. In Hessen beträgt die Geburtenrate 1,36 Kinder pro Frau, was zu einer Schrumpfung der hessischen Bevölkerung führt. Bis zum Jahr 2050 ist mit einer Reduzierung der Einwohnerzahl Hessens auf 5,5 Millionen zu rechnen, was einem Rückgang von zehn Prozent im Vergleich zum Jahr 2003 entspricht.

## Auswahlkriterien
Die Bewertung erfolgte nach folgenden Kriterien:
1. Die Einbindung der Konzeption in eine gesamtstädtische Entwicklungsstrategie muss gegeben sein.
2. Es müssen innovative Maßnahmen (nicht nur Standardmaßnahmen) benannt sein.
3. Die Zielgruppe der Familien mit einem oder zwei Kindern sind im Konzept klar herauszustellen. Ihnen gleichgestellt sind Paare ohne Kinder und junge Menschen.
4. Eine Nachhaltigkeit der einzelnen Maßnahmen über die Projektlaufzeit hinaus muss gegeben sein.
5. Ein Schwerpunkt muss die Vereinbarkeit von Familie und Beruf unter Mitwirkung der Wirtschaft sein.
6. Familienbezogenes bürgerschaftliches Engagement muss in der Kommune bereits vorhanden sein.
7. Wurde ein hoher Anteil von Personalkosten bei der Projektfinanzierung angesiedelt, so wirkte sich dies negativ bei der Bewertung aus.